# Митани
Митани је било хуритско краљевство у северној Месопотамији од око 1500. п. н. е., када је било на врхунцу њихове моћи, па током 14. века п. н. е. Обухватало је подручје данашње југозападне Турске, северне Сирије и северног Ирака (грубо одговара Курдистану) са главним градом Вашукани у данашњој северној Сирији. У доба нео-асирскога царства име Митани је представљало географски појам за подручје између реке Еуфрат и Кабур.
За Митанско краљевство се верује да је било феудална држава, под вођством ратничког племства индо-аријевског порекла, које је извршило инвазију током 17. века п. н. е. за време индо-аријевске миграције. Са том миграцијом повезано је ширење на Сирију специфичног типа грнчарије повезане са Кура-Аракса културом.

## Географија
Митани се у северној Месопотамији протезало од Нузија (данашњи Киркук) у данашњем Курдистану и реке Тигрис на истоку до Алепа и средишње Сирије на западу. Центар је био у долини реке Кабур са два главна града Таит и Вашукани, који су се у асирским изворима називали Таиду и Ушшукана. (Vasu-khani би значило „рудник богатства“ на санскриту, али лувијски vasu- „добар“, Bashkani у модерном курдском: добар извор воде). Цело подручје је омогућавало пољопривреду без вештачког наводњавања. Узгајали су стоку, овце и козе. Подручје је слично Асирији по клими и населило га је домородачко хуритско и аморитско становништво.

## Хури, Митани и Ханигалбат
Митани је изгледа био домородачки термин. Може се претпоставити да је хуритско становништво измешано са индо-аријском аристократијом. Хетитски анали спомињу народ „Кури“ у североисточној Сирији. Хититски фрагмент, вероватно из времена Мурсила I спомиње „краља Кура“ или „Хуријана“. Асирско-аркадска верзија текста Хуре спомиње као Ханигалбат. Асирци су израз Митани користили као синоним само после краја тога политичкога ентитета.
Египатски извори зову Митани као nhrn, што се обично изговара као „Нахрин" од акадске речи за реку. Име Митани или Маитани нађено је најпре у мемоарима Сиријских ратова (око 1480. п. н. е.) Амемемхета, који је живео у доба Аменхотепа I (1525. п. н. е.—1504. п. н. е.) и можда његова два наследника.

## Људи
Етницитет људи од Митани је тешко утврдити. Имена Митани аристократије можда открива индо-аријско порекло, али њихова божанства откривају индуске корене, иако су можда више повезани са Каситима  Заједнички језик хуријански језик није ни семитски ни индоевропски језик. Хуритски, а и Хурити су повезани са Урарту, али ништа више се не може извући из присутних доказа. Хуритски пасус у Амарна писмима (која су обично била састављена на акадском) индицира да је краљевска породица Митана говорила до тада хуритски.
Носиоци имена на хуритском језику сусрећу се у ширим подручјима Сирије и северног Леванта, који су изван подручја политичког ентитета, који се у асирији називао Ханилгабат. Нема индикација да та лица имају везе са политичким ентитетом Митани. У 14. веку п. н. е. бројним градовима државама у северној Сирији и Ханану владало су људи са хуритским именима. Ако то може значити и да је становништво било хуритско онда је могуће да су ти ентитети били део већег са подељеним хуритским идентитетом. То се често само претпоставља, али нема критичке анализе извора. Разлике у дијалектима указују на неколико различитих група оних који су говорили хуритски.

## Историја
Нема директних извора за историју Митани (тј Ханилгалбата). Углавном постоји спомињање у асирским, хититским и египатским изворима, као и у натписима на оближњим местима у сирији. Често није могуће ни установити који владар је владао истовремено са неким другим владаром, а још теже је знати правилне датуме.

### Резиме
Верује се да су ратоборна Хиритска племена и градови државе били уједињени након пада Вавилона због Хетитске пљачке и каситске инвазије. Хетитско освајање Алепа, слаби асирски краљеви и раздор међу Хетитима створили су безвлашће у горњој Месопотамији. То је довело до стварања краљевства Митани.
Краљ Баратарна од Митани је проширио краљевство западно до Халаба (Алепо) и Идрима од Алалака је учинио својим вазалом. Држава Кизуватна на западу такође је променила савезништво, а Арафа и Асирија на истоки постале су Митански вазал до средине 15. века п. н. е. Постали су јачи за време власти Шауштатара, али Хурити су намеравали да држе Хетите на Анатолском височју. Кизуватна на западу и Ишува на северу били су значајни савезници у борби против непријатељских Хетита.
После неколико окршаја са фараонима за контролу Сирије, Митани је тражио мир са Египтом, па је створен савез. За време власти Шутарне у раном 14. веку п. н. е. односи су били јако пријатељски, па је он послао ћерку Гилукепу у Египат да се уда за фараона Аменхотепа III. Митани је био на врхунцу моћи.
Када је умро Шутарна Митани су били опустошени борбама различитих претендената на трон. Коначно је син Шутарне Тушрата постао краљ. Митани је био битно ослабљен, а Хетити су се примакли његовим границама. У то време дипломатски односи са Египтом су захладили, а Асирци су се ослободили Митанскога јарма. Хетитски краљ Супилулиума I је извршио инвазију вазалних држава од Митани у северној Сирији и заменио их лојалним поданицима. У престоници Вашукани избила је нова борба за власт. Хетити и Асирци су подржавали различите претенденте на трон. Коначно је хетитска војска заузела престолницу Вашукани и поставила је Шативазу, сина од Тушрате, као вазалнога краља у касном 14. веку п. н. е. Краљевина је била ограничена на долину реке Кабур. Асирци нису одустали од својих претензија на Митани. У 13. веку п. н. е. Асирија је победила и анектирал је Митани, тј Ханигалбат, како су то они звали.

### Рана краљевина
Још у доба Акадског царства за Хурите се знало да живе источно од реке Тигар на северном ободу Месопотамије и долини реке Кабур. Група, која ће постати Митани постепено се померала јужно у Месопотамију негде пре 17. века п. н. е. Еузебије је у раном 4. веку писао и цитирао је фрагменте Еуполема, сада изгубљеног јеврејскога историчара из 2. века п. н. е. који је рекао да „у време Абрахама Јермени су извршили инвазију Сирије“. То може отприлике одговарати доласку Митана, јер за Абрахама се претпоставља да је живео у 17. веку п. н. е. Хурити-Митани су вероватно ушли у северну Месопотамију из Јерменије. Хурити се спомињу у једном приватном тексту из града Нузу, затим у једном Угаритиугаритском запису и у Хетитским архивама у Хатуси. Текстови написани клинастим писмом из Марија спомињу владаре градова-држава у горњој Месопотамији и са аморитским и са хуритским именима. Владари са хуритским именима су потврђени за Уршум и Хашум и из таблица у Алакаку и спомињу се људи са хуритским именима на ушћу Оронта. Нема доказа за инвазију са североистока, Ти извори се генерално узимају као доказ за ширење на југ и запад.
Хититски фрагмент, вероватно из времена Мурсилиа I спомиње краља Хурита. Та терминологија је кориштена последњи пут за краља Тушрату од Митани у писму у Амарна архивима. 
Верује се да су се ратоборна хуритска племена и градови државе ујединили под једном династијом након пада Вавилона. Вавилон је пао због хетитске пљачке под Мурсилиом I и због инвазије Касита. Хетитско освајање Алепа (Јамкад), слаби асирски краљеви и међусобни обрачуни међу Хетитима створио је безвлашће у горњој Месопотамији. То је омогућило да се створи држава Митани. Легендарни оснивач Митанске династије је краљ Кирта, кога је наследио краљ Шутарна. Ништа се не зна о тим раним краљевима.

### Баратарна / Паршататар
Краљ Баратарна је познат по клинастој плочици из Нузија и по натпису Идрими од Алалака. Египатски извори не спомињу његово име. Само се може претпостављати да је он био краљ Нахарина, против кога се борио Тутмозис III. Предмет је дебате да ли је Паршататар (са једне друге клинасте плоче из Нузија) у ствари Баратарна.
У доба владавине Тутмозиса III, египатска војска је прешла Еуфрат и дошла до кључнога дела Митана. У бици код Мегида борио се против савеза 330 сиријских кнежева и племенских вођа, који су били под водством владара Кадеша. Митани су такође послали војску. Не зна се да ли су то учинили по споразуму или због заједничке опасности. Зна се само да је победа Египћанима отворила пут према северу.
Тутмозиса III је водио рат против Сирије кад је имао 33 године. Египатска армија је прешла Еуфрат код Каркемиша и дошчла је до насеља званога Ирин (могуће данашњи Ерин, 20 km северозападно од Алепа.) Једрили су низ Еуфрат до Емара (Маскен) и онда су се вратили кроз Сирију. Лов на слонове на језеру Нија је представљао догађај, који је укључен у анале. Иако је Египат победио та победа није довела до сталне власти над освојеном територијом. Само је Феникија и подручје око реке Оронт постало део територије Египта.
Победе над Митанима забележене су и у средњим подручјима сирије, али то није довело до сталних територијалних добитака.

### Шауштатар
Краљ од Митани Шауштатар је опљачкао Асур у 15. веку и однео је златна и сребрена врата краљевске палате у Вашукани. То је позанато из каснијег хититскога документа. Након пљачке Асура Асирија је плаћала данак Митанију све до краља Ашурубалита I (1365. п. н. е.—1330. п. н. е.). Али нема трага о томе у листи асирских краљева. Због тога је могуће да је Асуром владала асирска династија, која је била вазал куће Шауштатар. Током вазалнога односа у Асуру су изхрађени храмови Сина и Шамаша.
Изгледа да су Алепо, Нузи и Арафа постали део Митаниа за време владавине Шауштатара. У Арафи је откопана палата престолонаследника и гувернера Арафе. Пронађено је писмо од Шауштатара у кући од Шилве-Тешупа. Његов печат показује хероје и крилате геније у борби против лавова и других животиња. Приказано је и крилато сунце, а тај стил заједно са мноштвом фигура по целом просторусматра се типично хуритским. Други печат, који је припадао Шутарни I, а користио га је Шауштатар показује традиционални акадски стил.
Краљевство Митани је војну надмоћ базирало на борним колима двоточкашима. У време египатског фараона Аменхотепа II краљевство Митани поново контролише средину долине Оронта, коју је раније био заузео Египат за време Тутмозиса III. Аменхотеп се борио 1425. у Сирији. веропватно против Митани., али тада није досегао Еуфрат.

### Артатама I и Шутарна II
Касније Египат и Митани постају савезници, а краљ Шутарна II је примљен на египатском двору. Размељивали су пријатељска писма и поклоне. Митани су показивали посебно интересовање за египатско злато. То савезништво је било додатно запечаћено венчањима.
Ћерка краља Артатаме удала се за Тутмозиса IV. Ћерка од Шутарне II удала се за фараона Аменхотепа III, који је владао у раном 14. веку пре Христа.
Када се Аменхотеп III разболио краљ Митана му је послао кип божице Шаушке (Иштар) од Ниниве, која је наводно лечила болести. Граница египта и Митана постојала је близу реке Оронт, а Угарит је припадао Египту. Разлог зашто су Митани тражили мир са Египтом могаао је бити проблем са Хититима. Хититски владар Тудалија је тада изводио нападе на Алеп и Кизуватну, па можда и на саме Митане. Хитити су можда тада освојили Кизуватну.

### Арташумара и Тушрата
Арташумара је владао након свога оца Шутарне II, али убио га је извесни Утхи. После Утхија владао је Тушрата, други син од Шутарне II. Вероватно је био млад и служио је само као фигура. Египћани су можда сматрали да долази крај краљевине Митани. Нови фараон Акхенатен је настојао заштитити сиријску границу, па је примио гласнике од Хитита и Асирије, бившег вазала од Митани. Помоћу писама из Амарне ми данас знамо како је Тушратин захтев за златним кипом од Акхенатена довео до велике дипломатске кризе.
Неред је ослабио контролу над митанским вазалним државама. Азиру и Амуру су склопиле тајни споразум са хититским краљем Супилулимом I. Хетити су поново били заузели Кизуватну, која им се била отргла контроли. У такозваном сиријском походу Супилулима је извршио инвазију западне долине Еуфрата и освојио Амуру и Нухаше у Митани. Супилулима је искористио неслогу у Митани, па је пљачкао земље на западној обали Еуфрата. Супилулима је у писмима причао како се Ишува одвојила од Хетита у доба његовог деде. Покушаји заузимања нису успели. У доба Супилулимовог оца побунили су се други градови. Након пораза побегли су у Ишуву, која је тада постала део краљевине Митани. Ишува је на тај начин постала разлог за хититску инвазију.
Хетитска војска је прешла границу, освојила Ишуву и похватала бегунце или дезертере. Хетити су после тога пљачкали по краљевини Митани. Плијен су однели. Нису успели да ухвате краља нити да освоје главни град. У том походу Митани је била ослабљена. У другој кампањи Хетити су покорили неке градове, а најзначајнији ратни плен су биле ратне кочије, које су представљале најопасније митанско оружје. Супилулима је заузео подручје од Маунт Лебанон до Еуфрата, али та власт није била стална на тим свим освојеним подручјима.

### Шативаза
Син Тушрате је убио свога оца да би постао краљ, а брат Шативаза је био принуђен да побегне. За време нереда Асирци су прогласили независност под вођством Асурбалита. Артатама је дошао на власт, а после њега Шутарна. Шутарна је Асирији вратио дворска врата од Ашура, које је раније однео краљ Шауштатар. Тај плен је представљао моћан политички симбол у античкој Месопотамији. Шативаза је побегао и завршио је на хетитском двору, где се оженио једном од Супилулимових ћерки. Тако је склопљен споразум хетитског и митанског краља. Сад се Шативаза врађао у своју краљевину, али народ је већ био лојалан новом краљу. Хетити су помагали Шативазу да се врати на престо, а Шутарна је тражио помоћ Асирије. Шутарна је добио јако слабу асирску помоћ. Осим тога хетитска војска је била много јача, па уз њихову помоћ Шативаза постаје краљ Митани. Хетитски краљ Супилилума је узео Каркемиш и земљу западно од еуфрата. Митани је постала по неким мишљењима вазална држава, која је била бафер зона према Асирији. Асирија под Ашурубалитом I постала је све снажнија и заузела је Нузи, источно од Тигриса.

### Шатуара I
Краљевски списи Ададнирарија I (око 1307—1275. п. н. е.) пишу како се краљ Митани Шатуара побунио против Асирије. Ададнирари I тврди да је заробио Шатуару, довео га у Ашур, где га је присилио да се закуне као вазал. То се могло десити у време хетитског краља Мурсила II, али не постоји тачан датум.

### Васашата
Иако је Асирија била надмоћна Шатуарин син Васашата се побунио. Тражио је хититску помоћ, али код Хитита су трајали унутрашњи сукоби. Хитити су Васашати узели новац, а нису послали помоћ. Асирци су заузели краљевски град Таиду, Вашукану, Амасаку, Кахат, Шуру, Набулу, Хуру и Шудуду. Заузели су Ириду, уништили га и посули со по њему. Заробили су велики плен и много заробљеника. Целу Васашатиму породицу су заробили. Пошто се Васашата не спомиње вероватно је успео да побегне. Асирски краљ Ададнирари је заузео среце краљевине Митани, али изгледа да није прешао Еуфрат, па је Каркемиш остао у хититском поседу. Након победе над Митани Ададнирари себе у писмима Хититима назива „Великим краљем“.

### Шатуара II
За време власти асирског краља Шалманасара I (1270их—1240их пре Христа) митански краљ Шатуара II побунио се против асирске управе. Добио је помоћ Хетита и номадских Аламуа око 1250. п. н. е. Његова војска је била добро припремљена. Заузели су све планинске прелазе и изворе воде, па је асирска војска трпјела жеђ током напредовања. Ипак Асирци су победили. Шалманасар I тврди да је побијено 14.400 митанских војника, а да је остатак ослепљен и одведен. У тим списима пише да је заузето девет утврђених храмова и 180 хуритских градова, који су срушени, а да је Шалманесер „поклао као овце хетитску и савезничку аламу војску“. Заузети су градови од Таидуа до Ирида све до Каркемиша.

### Митани тј. Ханилгалбат постају асирска провинција
Део становништва је депортован и служио је као јефтина радна снага. Асирски доокументи спомињу храну, која се додељује депортованом становништву из Митана и њиховим воловима. Асирци су тада градили линију граничних утврђења на реви Балик према Хититима, а поробљени Митанци су били радна снага.
Асирски велики везир је владао са Митани. Узео је титулу краља Ханилгалбата, а за себе је изградио нову престолницу у Тел Саби Абјаду. У то време Асирци доминирају не само војно и политички, него доминирају и трговином. У документима за време Шалманесера нема хуритских имена.
За времењ асирског краља Тукулти-Нинурте I (око 1243—1207. п. н. е.) понављају се бројне депортације из Ханилгалбата (Митани) према Асирији. Вероватно је депортовано становништво за градњу нове палате. Пошто се у краљевским списима спомињала нова хититска инвазија Ханилгалбата, изгледа да је постојала побуна против Асираца, која је помагала инвазију Хитита. Изгледа да су асирски градови попљачкани у то време, јер ископавањима су пронађени трагови рушилачког похода, који нису прецизно датирани. Тел Саби Абјад, као седиште асирске власти у Митани напуштено је између 1200. и 1150. п. н. е.
У време асирског краља Асурнирарија III, Мушку и друга племена су заузела Ханилгалбат, који је тада био изгубљен за Асирију. Хуријани су још држали Катмуху и Папху.

### Нео-асирска времена
Неколико векова након што су Асирци заузели Вашукани, Митани је постао арамејизиран, а хуритски се обесхрабривао у целој Асирији. Дијалект близак хуритском преживео је у планинској новој држави Урарту на северу. За време асирских краљева Ададнирарија II, Асурнасирпала II и Шалманасара III Ханилгалбат се још користи као географски појам.

## Индо-аријски суперстрат
Нека имена и терминологија у Митани показује Индо-аријско суперстрат, тј порекло. То би можда указивало да сее Индо-Аријска елита поставила изнад хуритског становништва за време Индо-аријске сеобе. У уговору између Митани и Хитита позивају се божанства Митра, Варуна, индра и Насатја. Митани ратници су називани „марја“, израз, који се користио у самскриту. Многи истраживачи верују да не само да су краљеви имају индо-аријска имена, него да и многа друга имена имају сличност са санскритом.
Верује се да је аристократија од Митани је емигрирала са севера и поставила се над Хуритима у Сирији, који нису били Индо-аријевци, иако за то постоје слаби историјски извори. Неки Курди верују да је један од њихових кланова сачувао име Митани.

## Митани владари
- Кирта 1500их п. н. е.-1490. их п. н. е.
- Шутарна I, син Кирте 1490их п. н. е.-1470. их п. н. е.
- Баратарна, Паратама 1470. п. н. е.-1450. п. н. е.
- Паршататар, (можда је то Баратарна) 1450. п. н. е.-1440. п. н. е.
- Шауштатар (син Паршататара) 1440. п. н. е.-1410. п. н. е.
- Артатама I 1410. п. н. е.-1400. п. н. е.
- Шутарна II 1400. п. н. е.-1385. п. н. е.
- Арташумара 1385. п. н. е.-1380. п. н. е.
- Тушрата 1380. п. н. е.-1350. п. н. е.
- Шутарна III 1350. п. н. е, сун узурпатора Артатаме II
- Шативаза или Мативаза, син Тушрате 1350. п. н. е.-1320. п. н. е.
- Шатуара I 1320. п. н. е.-1300. п. н. е.
- Васашата, син Шатуаре 1300. п. н. е.-1280. п. н. е.
- Шатуара II, син или нећак Васашате 1280. п. н. е.-1270. п. н. е, можда је иста особа као Шатуара I.